# Кристи Мист
Кристи Мист (англ. Kristi Myst, настоящее имя — англ. Jeanette Dollar, род. 25 декабря 1973 года, Солванг, Калифорния, США) — американская порноактриса, лауреатка премий AVN Awards, XRCO Award и ряда других.

## Биография и карьера
Родилась 25 декабря 1973 года в Согванге, Калифорния.
Мист работала ассистентом стоматолога в Лос-Анджелесе и решила сниматься в фильмах для взрослых. Начала сниматься в 1995 году, в возрасте около 22 лет. Перед этим снялась для обложки журнала Hustler, а также для High Society и New Rave.
Наиболее известна по серии пародий на хоррор-сериал «Баффи — истребительница вампиров». Buffy Down Under (1996) из этой серии, спродюсированный Дэвидом Хайнсом (David Haines), стал самым продаваемым австралийским фильмом для взрослых всех времён.
В 2001 году получила премию AVN Awards за лучшую сцену анального секса (видео) за гэнгбэнг сцену с урофагией в фильме In The Days of Whore (Extreme Associates). На съёмочной площадке Мист сломалась и хотела уйти из фильма и покинуть индустрию, не завершив сцену.

## Карьера в рестлинге
В 1999 году начала карьеру в профессиональном рестлинге, присоединившись к Xtreme Pro Wrestling и выступая в паре с Лиззи Борден (Джанет Романо). Присутствовала на инциденте, который произошёл на Extreme Championship Wrestling HeatWave 2000 PPV. Несколько рестлеров XPW присутствовали на мероприятии ECW, и между этими двумя группами разгорелась ссора. Большая часть раздевалки ECW бежала на ринг, чтобы выгнать конкурентов из XPW из здания.
В 2001 году Мист стала частью веб-сайта Wrestling Vixxxens вместе с Тэмми Линн Ситч и Мисси Хайятт.

## Завершение карьеры
В январе 2001 года покинула индустрию для взрослых, чтобы воспитывать ребёнка. В интервью 2005 года описывала себя как «фулл-тайм-маму» и поклонницу комиксов «Люди Икс».

## Премии и номинации
| Год  | Церемония         | Результат | Номинация                                                     | Работа                        |
| ---- | ----------------- | --------- | ------------------------------------------------------------- | ----------------------------- |
| 2000 | AVN Award         | Номинация | Лучшая сцена анального секса, видео (вместе с Эваном Стоуном) | L.A. 399                      |
| 2000 | XRCO Award        | Номинация | Best Anal or D.P. Scene (вместе с Томом Байроном)             | Whack Attack 6                |
| 2001 | AVN Award         | Номинация | Лучшая исполнительница года                                   | н/д                           |
| 2001 | AVN Award         | Победа    | Лучшая сцена анального секса — видео                          | In the Days of Whore          |
| 2001 | AVN Award         | Номинация | Самая скандальная сексуальная сцена                           | Cocktails                     |
| 2001 | XRCO Award        | Номинация | Исполнительница года                                          | н/д                           |
| 2001 | XRCO Award        | Номинация | Актриса (сольное исполнение)                                  | In the Days of Whore          |
| 2001 | XRCO Award        | Номинация | Анальная королева                                             | н/д                           |
| 2001 | XRCO Award        | Победа    | Лучшая сцена группового секса                                 | In the Days of Whore          |
| 2001 | FICEB Ninfa Award | Победа    | Лучшая анальная сцена                                         | ORGÍAS VIKINGAS — final scene |